# Conoguinula coeruleopennis
Conoguinula coeruleopennis är en insektsart som beskrevs av Fabricius 1803. Conoguinula coeruleopennis ingår i släktet Conoguinula och familjen dvärgstritar. Inga underarter finns listade i Catalogue of Life.